# Irkutsk
Irkutsk (en rus Иркутск) és una de les ciutats russes més grans de Sibèria i capital de l'óblast d'Irkutsk. Es tracta d'un important centre comercial, militar i diòcesi de l'Església Ortodoxa Russa. Es troba a 5.185 km de Moscou, capital de la Federació Russa, amb la qual es connecta a la xarxa ferroviària del Transsiberià. És també coneguda per la seua proximitat al llac Baikal.

## Història

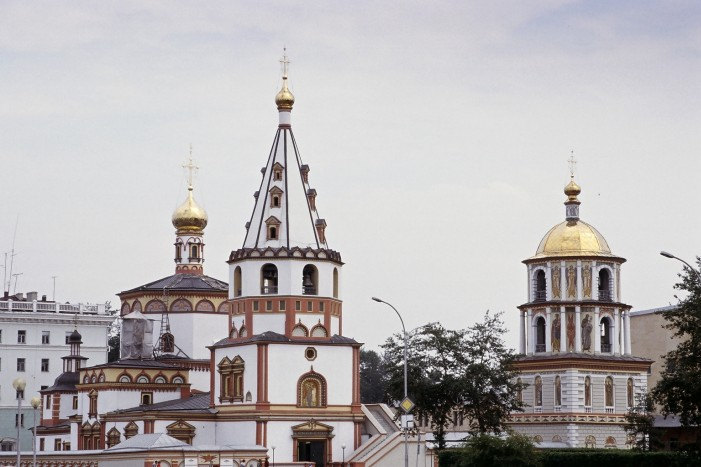
Catedral Ortodoxa de l'Epifania, a Irkutsk

Irkustk nasqué a partir d'uns barris fundats per Iakov Pokhabov per al comerç d'or amb les pells del Buriats el 1652. El poble es constituí com a ciutat amb els seus drets el 1686. La seua primera connexió amb Moscou fou la Carretera de Sibèria (Сибирский Тракт, Sibirsky Trakt), construïda cap al 1760. Aquesta carretera va permetre que Irkustk es dediqués més intensament al comerç, cosa que s'aprecià amb l'arribada de noves mercaderies provinents de llocs com la Xina, com ara or, diamants, pell, fusta, seda i te.
A principis del S.XIX, degut a la revolta desembrista contra el tsar Nicolau I de Rússia, molts artistes i intel·lectuals van ser exiliats a Sibèria. Irkustk esdevingué el major centre social i intel·lectual d'aquests artistes, i gran part del patrimoni cultural de la ciutat prové d'aquesta època; moltes cases de fusta, molt adornades i tallades a mà, conviuen amb un fort contrast amb els blocs d'apartaments moderns del S.XX que els envolten.
A finals del S.XIX hi havia a Irkustk un exiliat per cada dos nadius. Aquesta població exiliada abastava des d'antics desembristes fins a socialistes, i influïren enormement en la cultura i el desenvolupament de la ciutat, fins al punt de convertir-la en un pròsper centre educatiu i cultural de la Sibèria de l'Est.
El juliol 1879 arribà un visitant inesperat: el foc. Els dies 4 i 6 el Palau del Governador General, les principals oficines administratives i municipals i altres edificis públics, els arxius del govern, la biblioteca i el museu de la Secció Siberiana de la Societat Geogràfica Russa, així com les tres quartes parts incloent-hi unes quatre mil cases foren arrasades pel foc. Tanmateix, la ciutat es recuperà aviat: L'electricitat arribà el 1896, el primer teatre fou edificat el 1897, i l'estació de ferrocarril el 1898. El primer tren arribà Irkutsk el 16 d'agost d'aquell mateix any. Cap al 1900 la ciutat s'havia guanyat el sobrenom de "La París de Sibèria".
Durant la guerra civil que esclatà després de la Revolució Bolxevic, Irkutsk fou l'escenari de sanguinaris enfrontament entre els Rojos i els Blancs. El 1920, el general Kolchak, comandant del més poderós contingent antibolxevic fou executat a Irkutsk, destruint així l'exèrcit blanc.
Durant l'era socialista la industrialització d'Irkutsk i de Sibèria en general va ser decididament duta a terme. La presa d'Angara fou construïda entre 1950 i 1959 per a facilitar el desenvolupament industrial regional.
Avuí dia la Catedral de l'Epifania, el palau del governador, l'escola de Medicina, el museu i l'hospital militar són institucions públiques.En 2004 s'inaugurà un monument a Alexander Kolchak.

## Escut

The original version of the emblem

L'escut d'Irkutsk prové d'un antic símbol de la regió de Transbaikal (o Dauria) creat en 1690. Es tracta d'un tigre siberià (antigament "babr") amb una marta gibelina a la boca,La imatge ja havia sigut usada a Iakutsk en la vestimenta des de 1642.Té el seu origen en la foca del Kanat de Sibir.
A mitjans del S. XIX el mot "babr", va caure en el desús, i a causa de la posterior confusió entre les autoritats sobre el terme, i a causa de l'extinció del tigre siberià en la regió, s'adoptà la figura del castor. Fou eliminat durant l'època socialista, i restaurat després de la desaparició de l'URSS.

## Geografia

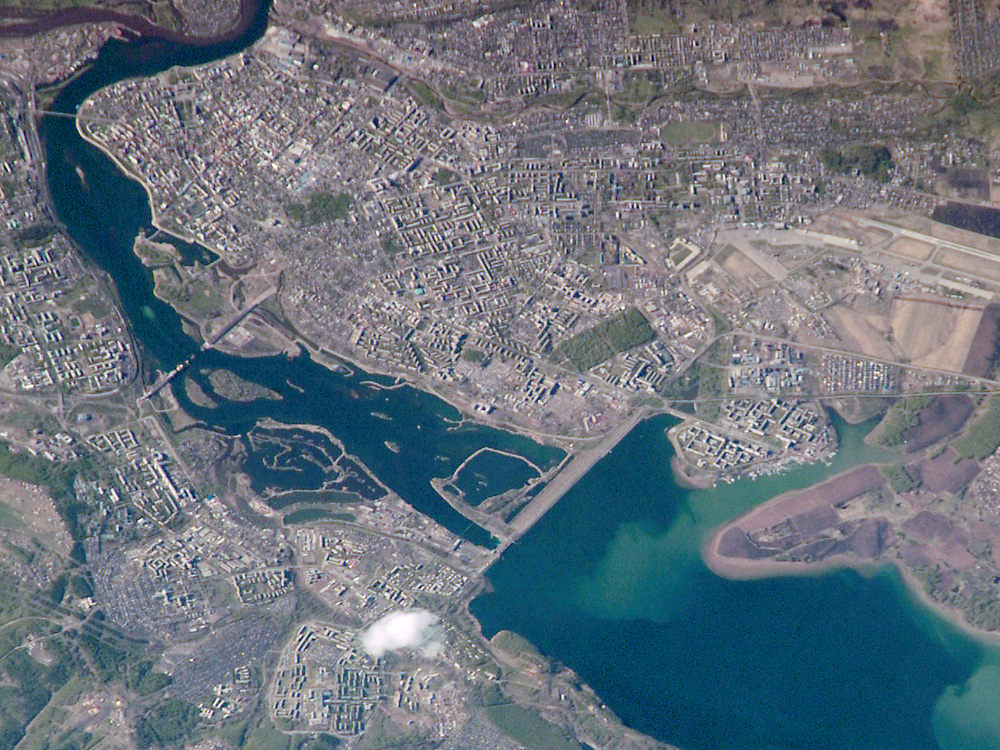
Vista d'Irkustk des de l'espai

Irkutsk està situada sobre ambdós marges del riu Angarà, un afluent del Ienissei que naix al llac Baikal 72 quilòmetres al sud-est. L'Angarà, que té una amplària de 580 metres, es creua mitjançant diversos ponts. El riu Irkut,del que la ciutat pren el nom, és un xicotet riu que s'uneix a l'Angara dins la mateixa ciutat. La part principal de la ciutat es troba separada per diversos monuments, com ara el monestir, el fort i el port, així com els suburbis es troben separats per un altre riu afluent, l'Ida (o Ushakovka).
Com a ciutat siberiana que és, Irkutsk té un clima subàrtic, que es caracteritza per una extremada variació de temperatures entre estacions. Les temperatures poden ser prou temperades a l'estiu però molt fredes en hivern. No obstant això, la proximitat del llac Baikal modera un poc aquestes temperatures, de manera que Irkutsk no és tan freda com altres llocs de Sibèria. El mes més càlid és juliol, amb una mitjana de temperatures de 18 °C. La temperatura màxima assolida és de 37 °C. El mes més fred és gener, quan la temperatura mitjana és només de -19 °C. Pel que fa a les precipitacions, aquestes poden variar prou al llarg de l'any. El mes més humit és juliol, amb unes precipitacions mensuals de 119 mm; mentre que el mes més sec és febrer, amb unes precipitacions només de 7,6 mm mensuals. Durant els mesos menys càlids les precipitacions cauen en forma de neu.
Irkutsk està situada en un paisatge de taiga amb tossals ondulats, típic de Sibèria de l'Est.
Als voltants d'Irkustk es troben els pobles industrials de Shelekov i Angarsk amb els quals forma una àrea metropolitana de més d'un milió d'habitants.
| Temperatures i precipitacions mitjanes de Irkutsk | Temperatures i precipitacions mitjanes de Irkutsk | Temperatures i precipitacions mitjanes de Irkutsk | Temperatures i precipitacions mitjanes de Irkutsk | Temperatures i precipitacions mitjanes de Irkutsk | Temperatures i precipitacions mitjanes de Irkutsk | Temperatures i precipitacions mitjanes de Irkutsk | Temperatures i precipitacions mitjanes de Irkutsk | Temperatures i precipitacions mitjanes de Irkutsk | Temperatures i precipitacions mitjanes de Irkutsk | Temperatures i precipitacions mitjanes de Irkutsk | Temperatures i precipitacions mitjanes de Irkutsk | Temperatures i precipitacions mitjanes de Irkutsk | Temperatures i precipitacions mitjanes de Irkutsk |
| Mes                                               | Gen                                               | Feb                                               | Mar                                               | Abr                                               | Mai                                               | Jun                                               | Jul                                               | Ago                                               | Set                                               | Oct                                               | Nov                                               | Des                                               | Any                                               |
| ------------------------------------------------- | ------------------------------------------------- | ------------------------------------------------- | ------------------------------------------------- | ------------------------------------------------- | ------------------------------------------------- | ------------------------------------------------- | ------------------------------------------------- | ------------------------------------------------- | ------------------------------------------------- | ------------------------------------------------- | ------------------------------------------------- | ------------------------------------------------- | ------------------------------------------------- |
| Record altes °C (°F)                              | 2.3 (36)                                          | 10.2 (50)                                         | 20.0 (68)                                         | 29.2 (85)                                         | 34.5 (94)                                         | 35.0 (95)                                         | 37.2 (99)                                         | 34.1 (93)                                         | 29.5 (85)                                         | 25.6 (78)                                         | 14.1 (57)                                         | 4.6 (40)                                          | 37,2 (99)                                         |
| Mitjana més altes °C (°F)                         | -14.8 (5)                                         | -10.5 (13)                                        | -1.7 (29)                                         | 7.9 (46)                                          | 16.3 (61)                                         | 22.6 (73)                                         | 24.6 (76)                                         | 22.0 (72)                                         | 15.3 (60)                                         | 7.1 (45)                                          | -4.4 (24)                                         | -12.9 (9)                                         | 6,1 (43)                                          |
| Mitjana més baixes °C (°F)                        | -25.1 (-13)                                       | -23.4 (-10)                                       | -15.8 (4)                                         | -4.8 (23)                                         | 1.6 (35)                                          | 7.6 (46)                                          | 11.4 (53)                                         | 9.3 (49)                                          | 2.6 (37)                                          | -4.4 (24)                                         | -14.9 (5)                                         | -22.7 (-9)                                        | −6,5 (20)                                         |
| Record baixes °C (°F)                             | -49.7 (-57)                                       | -44.7 (-48)                                       | -37.3 (-35)                                       | -31.8 (-25)                                       | -14.3 (6)                                         | -6.0 (21)                                         | 0.4 (33)                                          | -2.7 (27)                                         | -11.9 (11)                                        | -30.5 (-23)                                       | -40.4 (-41)                                       | -46.3 (-51)                                       | −49,7 (−57)                                       |
| Precipitació mm (inches)                          | 12 (0.47)                                         | 9 (0.35)                                          | 13 (0.51)                                         | 19 (0.75)                                         | 33 (1.3)                                          | 62 (2.44)                                         | 120 (4.72)                                        | 86 (3.39)                                         | 50 (1.97)                                         | 30 (1.18)                                         | 18 (0.71)                                         | 19 (0.75)                                         | 471 (18,54)                                       |
| Font: Pogoda.ru.net 8.09.2007                     |                                                   |                                                   |                                                   |                                                   |                                                   |                                                   |                                                   |                                                   |                                                   |                                                   |                                                   |                                                   |                                                   |

## Economia
En matèria de producció energètica, cal destacar la central hidroelèctrica construïda sobre la presa del riu Angara durant els anys cinquanta.
En referència a la indústria, cal destacar la presència de les factories de la companyia d'aviació Irkut(Associació d'Aviació Industrial d'Irkustk),fabricant d'avions com el Su-30.Actualment el govern rus està preparant fusionar aquesta companyia amb altres com Ilyushin,Miyokan,Tupolev i Iàkovlev en una nova companyia anomenada United Aircraft Building Corporation.

## Transport

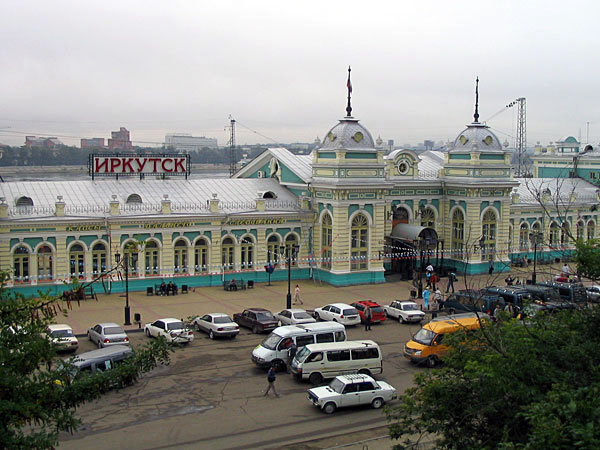
Estació de ferrocarril d'Irkustk

Irkutsk es troba en la ruta del Ferrocarril Transsiberià,que la connecta amb la resta de Sibèria i de Rússia, així com amb Mongòlia.A més a més,Itskurk compta amb dos aeroports, sent el principal d'ells l'Aeroport d'Irkustk, i l'altre, més menut, l'Aeroport Nord-oest d'Irkustk.
També passa per un suburbi de la ciutat la carretera federal cap a Vladivostok.

## Cultura

### Mitjans de comunicació
Hi ha diverses estacions de televisió, tant públiques com IGTRK, com privades com Baikal TV, AIST TV i Gorod TV. També hi ha periòdics com VSP.

### Educació
Itkursk també és la seua d'institucions educatives públiques com ara la Universitat Estatal de Transport Ferrocarril d'Irkutsk (des de 1975), la Universitat Estatal d'Irkutsk (1918), la Universitat Nacional del Baikal d'Econòmiques i Dret (1932), la Universitat Estatal Tècnica d'Irkutsk, l'Acadèmia Estatal d'Irkutsk d'Agricultura, la Universitat Estatal de Lingüística d'Irkutsk, la Universitat Estatal de Medicina d'Irkutsk, el Col·legi Estatal de Psicopedagogia d'Irkutsk i alguns centres privats, com ara l'Institut Siberià de Dret, Econòmiques i Asministració, l'Institut d'Econòmiques d'ITSU i d'altres.

### Ciència
A Irkutsk hi ha nou instituts d'investigació de la branca siberiana de l'Acadèmia Russa de Ciències, situats el suburb d'investigació de la ciutat. Entre ells es troben l'Institut de Geografia, l'Institut d Sistemes d'Energia, l'Institut de Geoquímica, l'Institut de Sistemes Dinàmics i Control Teòric, l'Institut de l'Escorça Terrestre, l'Institut de Química, l'Institut de Plantes Físiques i .altres més.

### Literatura
Irkutsk fou durant molt de temps la residència de l'escriptor rus Valentín Rasputin, de fet, moltes de les seues novel·les transcorren en la vall del riu Angara. Aquest escriptor també va incloure un assaig sobre la història cultural d'Irkutsk en la seua obra Siberia,Siberia.

### Museus

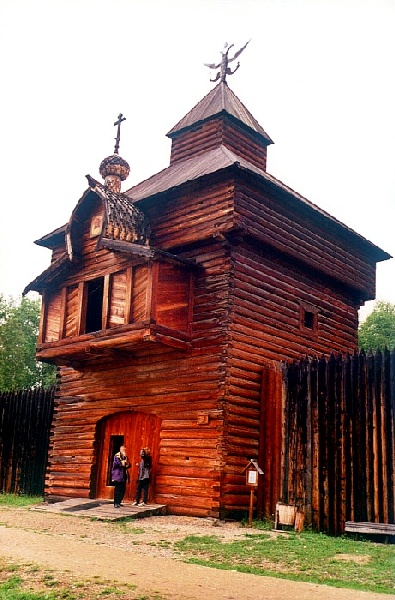
Museu etnogràfic "Taltsy"

Entre els museus d'Irkutsk destaca el Museu Talsty, a 47 km al sud de la ciutat. Es tracta d'un Museu a l'aire lliure un s'exposa l'arquitectura tradicional siberiana, en la seua major part rescatada de la vall de l'Angara després de la seua inundació durant la construcció de la presa.

## Ciutats agermanades
- Ulan Bator, capital de la veïna Mongòlia
- Shenyang, Xina
- Kanazawa, Japó
- Eugene, Oregon, EUA
- Novi Sad, Sèrbia
- Pforzheim, Alemanya
- Évian-les-Bains, França
- Strömsund, Suècia
- Pordenone, Itàlia
- Grenoble, França
- Dijon, França